# Hakan Doğru
Hakan Doğru (* 17. Januar 1991 in Kayseri) ist ein türkischer Fußballspieler in Diensten von Kayseri Erciyesspor.

## Karriere
Doğru begann mit dem Vereinsfußball in der Jugend von Kayseri Erciyesspor. Im Frühjahr 2009 erhielt er einen Profivertrag und nahm neben seiner Tätigkeit bei der Reservemannschaft auch am Training der Profis teil und wurde bei der Mannschaftsplanung berücksichtigt. Sein Profidebüt machte er am 15. März 2009 im Ligaspiel gegen Karşıyaka SK.
Darüber hinaus erreichte er in der Spielzeit 2010/11 mit der Reservemannschaft die Vizemeisterschaft der TFF A2 Ligi.
Die Saison 2012/13 verbrachte er als Leihspieler bei Kayseri Şekerspor.
Im Sommer 2013 wechselte er zum Viertligisten Kahramanmaraş Büyükşehir Belediyespor.

## Erfolge
- Mit Kayseri Erciyesspor A2 (Rerservemannschaft):
  - Meisterschaft der TFF A2 Ligi (1): 2010/11